# Ronaldo de Oliveira Strada
Ronaldo de Oliveira Strada (Salvador, 22 agosto 1996) è un calciatore brasiliano, portiere del Bahia in prestito dall'Atl. Goianiense.

## Carriera
Cresciuto nelle giovanili del Vitória, ha esordito il 25 maggio 2018 in occasione del match di Copa do Nordeste pareggiato 0-0 contro il Sampaio Corrêa.

## Statistiche

### Presenze e reti nei club
Statistiche aggiornate al 13 agosto 2018.
| Stagione        | Squadra         | Campionato      | Campionato | Campionato | Coppe nazionali | Coppe nazionali | Coppe nazionali | Coppe continentali | Coppe continentali | Coppe continentali | Altre coppe | Altre coppe | Altre coppe | Totale | Totale | Totale |
| Stagione        | Squadra         | Comp            | Pres       | Reti       | Comp            | Pres            | Reti            | Comp               | Pres               | Reti               | Comp        | Pres        | Reti        | Pres   | Reti   |        |
| --------------- | --------------- | --------------- | ---------- | ---------- | --------------- | --------------- | --------------- | ------------------ | ------------------ | ------------------ | ----------- | ----------- | ----------- | ------ | ------ | ------ |
| 2018            | Vitória         | A/RJ+A          | 0+5        | -9         | CB              | 0               | 0               |                    | -                  | -                  | CDN         | 1           | 0           | 6      | -9     |        |
| Totale carriera | Totale carriera | Totale carriera | 5          | -9         |                 | 0               | 0               |                    | -                  | -                  |             | 1           | 0           | 6      | -9     |        |

## Palmarès

### Competizioni statali
- Campionato Goiano: 3

Atl. Goianiense: 2022, 2023, 2024
- Campionato Baiano: 1

Bahia:  2025